# جورج كومستوك
جورج كومستوك (بالإنجليزية: George Comstock)‏ هو عالم فلك أمريكي، ولد في 12 فبراير 1855 في ماديسون في الولايات المتحدة، وتوفي بنفس المكان في 11 مايو 1934.